# William Mintram
William Mintram (Março de 1866 – 15 de abril de 1912) foi um bombeiro que trabalhou no RMS Titanic e morreu durante o naufrágio do navio após este atingir um iceberg em 14 de abril de 1912. William trabalhou pela White Star Line após sua soltura da prisão pelo assassinato de sua esposa.

## Casamento
William se casou com Eliza Mary Rose Veal em 16 de agosto de 1886 e teve cinco filhos com ela: William Jnr, Charles, George, May & Rosina. Rosina foi casada com Walter Hurst que também era bombeiro a bordo do Titanic.

## Assassinato
Mintram não teve um casamento feliz. Na tarde de 18 de outubro de 1902, depois de uma contenda quando se queixou após sua esposa penhorar as botas de seu filho para pagar bebida, ele a esfaqueou nas costas e ela morreu logo depois. Mintram apareceu em Winchester Assises no mês seguinte, acusado de assassinato intencional; ele apresentou provas em defesa própria, dizendo que estava bêbado e sua esposa correu contra ele, mas não se lembrou de nada mais. Um policial apresentou provas dizendo que havia ouvido brigas na casa e teve que dispersar uma multidão do lado de fora, cerca de meia hora antes do ataque. Os empregadores de Mintram afirmaram que ele tinha um excelente caráter. O júri o considerou culpado por homicídio e o juiz o sentenciou a trabalho forçado por 12 anos. Ele cumpriu três anos antes de ser libertado.

## Morte
William morreu durante o naufrágio do Titanic. Na noite do desastre William conseguiu encontrar um colete salva-vidas, mas seu genro Walter não tinha, então William deu-lhe o seu. Suas ações contribuíram para a sobrevivência de Walter.